# Прокопія
Прокопія (*Προκοπία, бл. 770 — після 813) — візантійська імператриця.

## Життєпис
Походила з династії Никифора. Донька логофета Никифора та невідомої аристократки. На початку 790-х років вийшла заміж за представника впливового роду Михайло Рангаве, сина адмірала Феофілакта Рангаве.
802 року внаслідок заколоту імператрицю Ірину було повалено й батько Прокопії стає імператором. Відповідно вона отримує вищий статус в державі. У 811 році після загибелі імператора Никифора I в битві при Вирбиському проході разом з чоловіком стала інтригувати проти свого брата Ставракія, якого було тяжко поранено. Прокопія переконала Ставракія зректися на користь свого чоловіка. Водночас Михайло Рангаве перетягнув на свій бік війська у Константинополі. В результаті чоловік Прокопії отримує імператорський трон, а вона сама стає Августою.
Прокопія мала значний вплив на чоловіка, фактично стала співволодаркою. Спонукала чоловіка до військових походів проти болгар, але вимушена була відмовитися від особистої участь через невдоволення військових очільників. У 813 році Михайло I зазнав нищівної поразки у війні проти булгарського хана Крума, в результаті чого під тиском війська зрікся трону. Прокопія намагалася переконати чоловіка боротися за владу, але марно. Вона також зреклася влади й вимушено стала черницею. Подальша доля невідома.

## Родина
Чоловік — Михайло I, візантійський імператор.
Діти:
- Феофілакт (792—849), співімператор
- Ставракій (793—813)
- Микита (797—877), константинопольский патріарх
- Георгія, черниця
- Феофано, черниця